# Eslovenia en los Juegos Olímpicos de Albertville 1992
Eslovenia estuvo representada en los Juegos Olímpicos de Albertville 1992 por un total de 27 deportistas que compitieron en 6 deportes.  
El portador de la bandera en la ceremonia de apertura fue el saltador en esquí Franci Petek. El equipo olímpico esloveno no obtuvo ninguna medalla en estos Juegos.